# 才井戸流
才井戸流 (さいどながれ) とは中志段味北部に位置する単独水系と湧水群の総称であり、市内最大の湧水地であるとともに市内唯一のヘイケボタル生息地でもある。

## 地理
才井戸流は主に才井戸流湧水群を源流とし庄内川に流れる。

## 歴史
才井戸流一帯は旧浄水汚泥処分場であり才井戸流最大の湧水場所もこの時に建てられたものである。

## 生態
才井戸流は市内有数の生物のホットスポットであり過去にはカワモズクやスナヤツメなどの絶滅危惧種が見つかっている。
また2011年には「才井戸 流れの保全を考慮した整備を考える協議会」が設立され才井戸流の生態を守るための協議が行われている。
また他にも市民団体による保全や市民モニターによる実態調査などが行われている。